# 費利克斯·包提斯塔
費利克斯·亞歷山大·包提斯塔（英語：Félix Alexander Bautista，1995年6月20日—），綽號「高山」（The Mountain），為美國職棒大聯盟的投手，目前效力於巴爾的摩金鶯。他在2012年與馬林魚簽約，2022年登上大聯盟。

## 職業生涯

### 小聯盟時期
2012年11月19日，年僅17歲的包提斯塔以國際自由球員身分與馬林魚簽約。2013年，他在新人聯盟繳出2.73的防禦率。不過他在2014年的防禦率卻高達12.41，這也讓馬林魚在2015年1月將他釋出。
2016年8月4日，包提斯塔與金鶯簽下小聯盟約。2017年，他在新人聯盟拿下4勝3敗，防禦率2.01。隔年他的防禦率為4.33，並送出30次三振。
2019年，他在低階1A和高階1A合計繳出3.44的防禦率。隔年小聯盟因為COVID-19疫情緣故全面暫停。2021年，他一路從高階1A升到3A。整季他的防禦率僅1.54。

### 巴爾的摩金鶯
2022年4月10日，包提斯塔登上大聯盟。他在5月10日拿下大聯盟生涯首次救援成功。後來球隊將荷黑·羅培茲交易到雙城，包提斯塔正式接任為終結者。
2023年4月，包提斯塔在7次救援成功機會都成功拿下。5月20日，他上場後援2局送出5次三振，寫下個人新高。他也在這年入選明星賽。

## 外部連結
- 球員資訊和成績在MLB，ESPN，Baseball-Reference，Fangraphs（英文）